# 奧沙河
57°12′42″N 73°40′13″E / 57.21167°N 73.67028°E
奧沙河（俄语：Оша），是俄羅斯的河流，位於該國南部鄂木斯克州，屬於額爾齊斯河的左支流，流經西西伯利亞平原，河道全長530公里，流域面積21,300平方公里。